# Arapahoe (Nebraska)
Arapahoe é uma cidade localizada no estado americano de Nebraska, no Condado de Furnas.

## Demografia
Segundo o censo americano de 2000, a sua população era de 1028 habitantes. 
Em 2006, foi estimada uma população de 952, um decréscimo de 76 (-7.4%).

## Geografia
De acordo com o United States Census Bureau, a localidade tem uma área de 2,5 km², sem área coberta por água. Arapahoe localiza-se a aproximadamente 664 m acima do nível do mar.

## Localidades na vizinhança
O diagrama seguinte representa as localidades num raio de 24 km ao redor de Arapahoe. 